# 塔洛瓦 (密西西比州)
塔洛瓦（英語：Talowa）是位於美國密西西比州拉馬爾縣的非建制地區。

## 歷史
塔洛瓦的郵局於1884年設立，1891年結業於又於1907年重啟，最終於1912年停運。

## 地理
塔洛瓦所處的海拔為高於海平面84米（即276英呎），而該地所採用的時區為UTC-6，即北美中部時區（CST）。同時該地設有夏令時間，為UTC-6調快一小時，即UTC-5（CDT）。